# 氷見温泉郷
氷見温泉郷（ひみおんせんきょう）は、富山県氷見市（旧国越中国）内各地に所在する温泉の総称（温泉郷）。氷見市および氷見市観光協会では、能登半島国定公園　氷見温泉郷、他県の観光案内では、氷見温泉と呼ばれていることが多い。
なお、後者の呼称である氷見温泉は、温泉郷の一部に配湯している株式会社の名称でもある。

## 温泉概要
- 氷見温泉郷 総湯（道の駅氷見の近くに所在）[3]
- 岩井戸温泉[4]
- 九殿浜温泉[4]
- 氷見灘浦温泉[4]
- 氷見有磯温泉[4]
- ひみ阿尾の浦温泉[4]
- 栄和温泉[4]
- ひみ松田江温泉[4]

以上、8つの温泉で構成されている。50℃前後の源泉温度、pH値7.0の中性温泉で、約1,500年前の化石塩水泉が特徴の温泉である。

## ホテル・旅館・民宿
氷見市内の沿岸北部に旅館・民宿が20軒存在する。
- ルートイングランティア氷見 和蔵の宿（ルートインチェーンのホテル）
- くつろぎの宿 うみあかり
- 魚巡りの宿 永芳閣
- 海と湯と宿 ラ セリオール (La Seriole)[6]

## 歴史
氷見では1950年3月、合併前の神代村域において石油を目的にボーリングを行っていたところ温泉が湧出、神代・蒲田の両集落で浴場が設けられた。神代村が氷見市に編入された1954年、市は観光の強化を計画、既存の2温泉に加えて灘浦でも試掘を行い、温泉郷化を構想した。
民宿や旅館が増え始めたのは1970年頃からで、1971年時点で39軒の民宿があった。しかし、魚料理だけでは誘客に限界があると考えたあるホテル経営者がボーリングを行い、1986年に温泉を掘り当てた。以降、氷見では各地で掘削が行われ、温泉を備える宿泊施設が増えていった。1993年には温泉のある施設が11軒となった。各施設は岩井戸温泉や有磯温泉など、独自の温泉名をつけていたが、市は「氷見温泉郷」の統一名称を提唱した。温泉のない民宿が低く見られるのでは、と不安もあったものの。1994年に市や観光協会が開いた温泉所有者会議で統一名称化が決まった。
2003年2月18日 - 氷見市内の民宿経営者24施設が夏を目処に共同出資による組合を設立・参加を希望し、タンクローリーで民宿に配湯する計画があることを発表した。

## アクセス
自動車では高岡市から国道160号を北上し約15 km、鉄道では氷見駅から灘浦海岸行きバスに乗車し、阿尾の浦温泉下車徒歩約2分。